# VfB Oldenburg
VfB Oldenburg jest niemieckim klubem piłkarskim z siedzibą w Oldenburgu.

## Historia
Klub FC 1897 Oldenburg założony został przez uczniów w 1897. W 1919 roku połączył się z FV Germania 1903 Oldenburg, przyjmując obecną nazwę. Przez większość swojego istnienia klub występował w niższych klasach rozgrywkowych. Największym osiągnięciem VfB Oldenburg jest zajęcie 2 miejsca w 2. Bundeslidze w 1992. W sezonie 2021/2022 zespół wywalczył awans do 3. Ligi, jednak po sezonie ponownie spadł do Regionalligi.

## Sukcesy
- 4 sezony w 2. Bundeslidze (3): 1990-1993, 1996-1997.